# 托马斯·约翰逊
托马斯·约翰逊（英語：Thomas Johnson，1886年12月30日—1966年8月12日），英国男子自行车运动员，主攻场地比赛。他曾代表英国参加1908年和1920年夏季奥林匹克运动会自行车比赛，获得三枚银牌。